# 塞尔日·达索
塞尔日·达索（法語：Serge Dassault，發音：[sɛʁʒ daso]；1925年4月4日—2018年5月28日），法国工程师、实业家、亿万富翁、媒体大会与政治人物。塞尔日·达索是法国工程师、工业家马塞尔·达索之子，曾任达索集团董事长兼首席执行官。达索在福布斯2018年法国亿万富翁排行榜中名列第4位，净资产约190亿欧元。2018年5月28日，达索在法国巴黎的达索集团总部办公室内因心力衰竭逝世，享年93岁。
达索是一位保守派政治人物，于1995年-2009年担任科尔贝伊-埃松市长，2004年-2017年担任参议员，代表埃松省。
达索涉及多起案件。在比利时，他因阿古斯塔-达索案被判两年缓刑。在法国，他因洗钱和贿赂案被起诉，但终审判决因其逝世而终止。